# Большое Староселье (Смоленская область)
Большое Староселье или Староселье — деревня в Вяземском районе Смоленской области России. Входит в состав Заводского сельского поселения. Население — 47 жителей (2007 год). 
Расположена в восточной части области в 28 км к юго-западу от Вязьмы, в 7 км восточнее автодороги Р134 «Старая Смоленская дорога» Смоленск — Дорогобуж — Вязьма — Зубцов, на берегу реки Корея. В 20 км севернее деревни расположена железнодорожная станция Семлёво на линии Москва — Минск. 

## История
В годы Великой Отечественной войны деревня была оккупирована гитлеровскими войсками в октябре 1941 года, освобождена в марте 1943 года.
Рядом с деревней находился военный аэродром Б. Староселье, получивший название по ближайшему населённому пункту. Прикрытие района обеспечивал 1552-й аэродромный полк противовоздушной обороны (1552 аэр. полк ПВО).